# Eulalio (antipapa)
Eulalio  (* ha. 380 –  423). Antipapa de origen romano en oposición al Papa Bonifacio I entre el 27 de diciembre de 418 y el 3 de abril de 419. 
A la muerte del papa Zósimo, el clero romano se dividió al elegir al que habría de ser su sucesor ya que mientras una parte de ellos eligieron a Bonifacio I un grupo de diáconos descontentos apoyados por Simaco, el prefecto de Roma, optó por elegir al diácono Eulalio.
Al no solucionarse en conflicto entre los dos bandos, se requirió al emperador Flavio Honorio para que mediase en la disputa. El emperador convocó un sínodo, convirtiéndose con ello en el primer emperador que intervino activamente en una elección papal. La presencia de los aspirantes en Roma y los conflictos que en la ciudad provocaron los partidarios de uno y otro hicieron que el sínodo no llegara a una decisión por lo que el emperador ordenó la celebración de un segundo sínodo, ordenando que ambos candidatos se alejaran de Roma. Este segundo sínodo confirmó en el trono papal a Bonifacio I.
Eulalio aceptó la decisión del sínodo retirándose a Nepi de donde, posteriormente, bajo el pontificado de Celestino I, fue nombrado obispo, ejerciendo dicha dignidad hasta su muerte, un año después.